# قاتل روانی (فیلم)
قاتل روانی (Psycho Killer) یک فیلم ترسناک و دلهره‌آور آمریکایی آماده اکران به کارگردانی گوین پولون در اولین تجربه کارگردانی‌اش، از فیلمنامه‌ای نوشته اندرو کوین واکر، با بازی جرجینا کمبل، لوگان میلر و جیمز پرستون راجرز است. این فیلم داستان افسر پلیسی به نام جین تورن را دنبال می‌کند که پس از قتل شوهر پلیس ایالتی‌اش توسط یک قاتل زنجیره‌ای به نام «شیطان‌صفت» در حال انجام مأموریت است.
این فیلم قرار است در تاریخ ۲۰ فوریه ۲۰۲۶ توسط استودیو قرن بیستم در سینماهای ایالات متحده اکران شود.